# Spinosophronica fusca
Spinosophronica fusca là một loài bọ cánh cứng trong họ Cerambycidae.